# Władysław Ostapowicz
Władysław Ostapowicz, ps. Dzik (ur. 30 marca 1928 w Przeworsku, zm. 3 lipca 2013 w Poznaniu) – major Wojska Polskiego w stanie spoczynku. Jeden z najmłodszych polskich podoficerów podczas II wojny światowej.

## Życiorys
Mając szesnaście lat, w stopniu kaprala przeszedł szlak bojowy 1 Drezdeńskiego Korpusu Pancernego. Uczestnik walk o wolność i niepodległość Ojczyzny (Akcja „Burza”, operacja łużycka, operacja praska). Ranny podczas walk.
W 1939 r. jako 11-latek wywieziony do niewoli w Jekaterynburgu (ówczesny Świerdłowsk w Syberii) do pracy w tajdze. Następnie przeniesiony do Czelabińska, do fabryki ciągników CzTZ. W 1941 r. włączony do ekipy obsługującej dostawę ciągników koleją. Zbiegł z transportu na stacji Chmielnicki, a następnie znalazł schronienie na plebanii w miejscowości Podwołoczyska. W 1944 r. skierowany na szkolenie do 3 Szkolnego pułku czołgów (które ukończył w stopniu kaprala), a następnie do 1 Korpusu Pancernego pod dowództwem gen. Józefa Kimbara - 27 pułk artylerii pancernej (obsługa działa pancernego SU-76). 
Działania na froncie zakończył 10 maja 1945 roku w Melniku k. Pragi.

## Odznaczenia
W uznaniu czynów w okresie II wojny światowej został odznaczony Krzyżem srebrnym Orderu Virtuti Militari, a ponadto Krzyżem Komandorskim Orderu Odrodzenia Polski, Krzyżem Kawalerskim Orderu Odrodzenia Polski, Krzyżem Walecznych, Złotym medalem „Za zasługi dla obronności kraju”, Brązowym medalem „Za zasługi dla obronności kraju”, Brązowym medalem „Siły zbrojne w służbie ojczyzny”, Krzyżem Armii Krajowej, Krzyżem Partyzanckim, Krzyżem „Za wolność i niepodległość – z mieczami”, Medalem Za udział w walkach o Berlin, Brązowym medalem „Zasłużonym na Polu Chwały”, Odznaką „Weteran Walk o Wolność i Niepodległość Ojczyzny”, Medalem Zwycięstwa i Wolności, Odznaką honorową 1 Drezdeńskiego Korpusu Pancernego.
W 2001 roku, patentem nr 63306, wydanym przez premiera Leszka Millera, uzyskał prawo do tytułu „Weteran Walk o Wolność i Niepodległość Ojczyzny”.
W 2004 roku został odznaczony Krzyżem Oficerskim Orderu Odrodzenia Polski przez Prezydenta Aleksandra Kwaśniewskiego za zasługi w działalności kombatanckiej.